# 김정한 (소설가)
김정한(金廷漢, 음력 1908년(융희 2년) 9월 26일/양력 1908년 10월 20일 ~ 1996년 11월 28일)은 대한민국의 소설가이다. 호는 요산(樂山)이다.

## 출생
경상남도 동래부 북면 남산리(현 부산광역시 금정구 남산동) 김해 김씨 집성촌에서 7남매의 맏이이자 집안의 장손으로 태어났다. 본향은 경북 청도다. 그는 김일손의 조카 삼족당 김대유의 후손이다. 무오사화로 연좌되어 호남으로 유배되었다가 중종반정 후 풀려났다. 그 후 김정한의 선조들이 이곳에서 세거하게 되었다.

## 학업과 교단 생활
어려서 증조부가 세운 서당에서 한학을 배웠고, 열두 살이 되던 해인 1919년 범어사 경내에 있던 명정학교(지금의 청룡초등학교와 금정중학교의 전신)에 입학했다. 중앙고보에 입학했다가 동래고보(현재의 동래고등학교)로 옮겨 1928년 졸업했다. 선생은 울산 대현보통학교 교사가 되었지만 일본의 민족적 차별대우에 불만을 품고 조선인교원연맹 조직을 계획했으나 일경에 체포됐다. 이 일을 계기로 교사를 그만두고 일본으로 건너갔다.
1930년 일본 와세다 대학(早稻田) 부속 제일고등학원 문과에 입학했다. 1931년 유학생회에서 발간하는 ‘학지광(學之光)’의 편집에 참여하였고, ‘조선시단’에 ‘구제사업(救濟事業)’이란 단편을 기고했다가 작품 제목만 실리고 내용은 전문이 삭제를 당했다.
1932년 여름방학 때 귀국한 선생은 양산 농민봉기사건에 관련돼 투옥되자 학업을 중단하고 이듬해 남해보통학교 교사로 있으면서 농민문학에 투신한다.

## 문단 생활
1936년 단편〈사하촌〉(寺下村)이 조선일보 신춘문예에 당선됨으로써 문단에 등장했다. 이때부터 〈옥심이〉(1936), 〈항진기〉(抗進記)(1938), 〈그러한 남편〉(1938), 〈기로〉(岐路)(1938) 
등을 발표하면서 ‘민중을 선동하는 요주의 작가’로 지목되기도 했다. 〈월광한〉(1940), 〈낙일홍〉(1940), 〈추산당과 곁사람들〉(1940), 〈묵은 자장가〉(1941) 등의 단편 소설을 발표하였다.그 후 동아일보사 동래지국을 인수해 운영하다가 치안유지법 위반이라는 죄명으로 경찰에 체포됐다. 그는 일제의 탄압이 극심해지자 붓을 꺾었다.

## 광복 후
1947년 부산중학교 교사를 거쳐 1949년 이후 부산대학교 교수로 재직했다. 5·16 직후 부산대 교수직을 물러나 ‘부산일보’ 상임논설위원으로 논설과 칼럼을 집필하다가 1965년 부산대 교수로 복직했다. 

## 문단 복귀
이후 1960년대 후기에 와서야 오랜 침묵을 깨고 문단에 복귀했다. 1966년 낙동강변에 사는 가난한 어촌민의 생활과 수난을 생생하게 그린 중편 〈모래톱 이야기〉를 발표함으로써 문단의 큰 주목을 받았다. 이후 5년 동안 낙동강변의 순박하고 무지한 시골 사람들을 주인공으로 하는 암담한 일제치하와 그 이후 핍박당하는 농촌 현실을 폭로하는 소설을 썼다. 
1967년 한국문인협회 및 예총 부산지부장을 역임했다. 1969년 중편 〈수라도〉(修羅道)로 제6회 한국문학상을 수상하였다. 한말부터 광복 직후에 이르는 기간 한 여인의 일생을 통해 허진사(許進士) 댁의 가족사(家族史)와 한민족의 수난사가 사실적으로 재현된 ‘수라도’는 이름없는 민중의 항거정신을 뚜렷이 부각시킨 작가의 문제작 중 하나로 꼽힌다. 
이후 단편집 《낙일홍》과 《인간단지》(1971)를 발표했다. 1974년 부산대 교수 직에서 정년퇴직했고, 자유실천문인협의회(민족문학작가회의의 전신) 회장을 역임하였다. 그 뒤 1987년 민족문학학회 초대회장직을 맡았다.

## 사후
2003년 6월 후배 작가들과 사회인사들이 부산광역시의 지원을 받아 선생의 생가를 복원했다. 부산의 진산인 금정산을 등에 지고 멀리 오륜대를 바라보는 생가는 팔작 지붕에 일자형의 전통 한옥이다.

## 수상
한국문학상, 대한민국 문화예술상, 1976년 은관문화훈장을, 1994년 심산(心山)상 문학부문을 수상하였다.

## 참고 자료
- 이 문서에는 다음커뮤니케이션(현 카카오)에서 GFDL 또는 CC-SA 라이선스로 배포한 글로벌 세계대백과사전의 내용을 기초로 작성된 글이 포함되어 있습니다.